# Zeche Radbod
Die Zeche Radbod war ein Steinkohlen-Bergwerk im heutigen Hammer Stadtbezirk Hamm-Bockum-Hövel, das von 1905 bis 1990 in Betrieb war.

## Entstehung
Ab 1899 strebte die Bohrgesellschaft Trier die Verleihung von Grubenfeldern nördlich von Hamm an. Am 8. März 1900 legte der Markscheider Wacholder eine Mutung für das Bohrloch Bockum 1 auf dem späteren Zechengelände ein. Erst 1904 wurden die Felder Bockum 1 und Hövel 1 an die Internationale Bohrgesellschaft in Erkelenz verliehen und zum Steinkohlenbergwerk Trier III zusammengeführt. Dieses wurde von einer gleichnamigen Gesellschaft betrieben.
Teufbeginn für Schacht I auf dem Gelände war am 13. März 1905. Im September erreichte Schacht I die erste Sohle in 717 m Tiefe und wenige Monate später dann auch Schacht II. Die zweite und dritte Sohle wurde auf 772 m beziehungsweise 844 m angelegt. Um den Betrieb zu sichern, wurden drei weitere Felder gemutet und 1905 verliehen. Durch Feldertausch mit der Rheinisch-westfälischen Bergwerks AG entstanden die Felder Wittekind und Radbod.
Die erste Steinkohleförderung erfolgte zwar bereits im November 1905, die planmäßige Förderung setzte allerdings erst im Oktober 1907 ein. Radbod hatte zu diesem Zeitpunkt 609 Mann Belegschaft und förderte 49.151 t Steinkohle. Ein Teil der heute noch stehenden Tagesanlagen war 1907 bereits fertiggestellt. Der weitere Ausbau wurde unter wie über Tage mit Hochdruck vorangetrieben.

## Namensgebung
Der damalige Bergwerksdirektor, der aus Carolinensiel in Friesland stammende Bergassessor a. D. Heinrich Janssen, gab an, die Zeche sei nach dem friesischen Herzog Radbod benannt worden. Dies ist auch heute noch die herrschende Auffassung zur Namensgebung, wie sie in den meisten Publikationen zur Zeche vertreten wird. In jüngerer Zeit wies die Ortsheimatpflegerin des Stadtbezirks Hamm-Heessen, Rita Kreienfeld, jedoch darauf hin, dass möglicherweise der Erzbischof Radbod von Trier der eigentliche Namenspatron des Bergwerks ist. Sie macht dafür die Trierer Geldgeber der Zeche, allen voran Konsul Wilhelm Rautenstrauch, verantwortlich, die einen ihrer wichtigsten Erzbischöfe zum Schutzpatron der Zeche ernennen wollten. Parallelen sieht sie bei der Zeche Maximilian in Werries, die seitens ihrer bayerischen Geldgeber nach einem bayerischen König benannt worden sei. Es gebe im Ruhrgebiet zahlreiche weitere Beispiele, die ähnliche Vorgänge belegen. Jedoch wäre der nach dem Ersten Weltkrieg überwiegend sozialdemokratisch oder sogar kommunistisch eingestellten Belegschaft ein Erzbischof als Patron der Zeche nicht zu vermitteln gewesen. Daher habe man den friesischen Herzog, zumal er ein Vorfahr des Erzbischofs Radbod von Trier sei, als Erklärung vorgeschoben.

## Schweres Grubenunglück 1908
Hauptartikel: Grubenunglück 1908 auf der Zeche Radbod

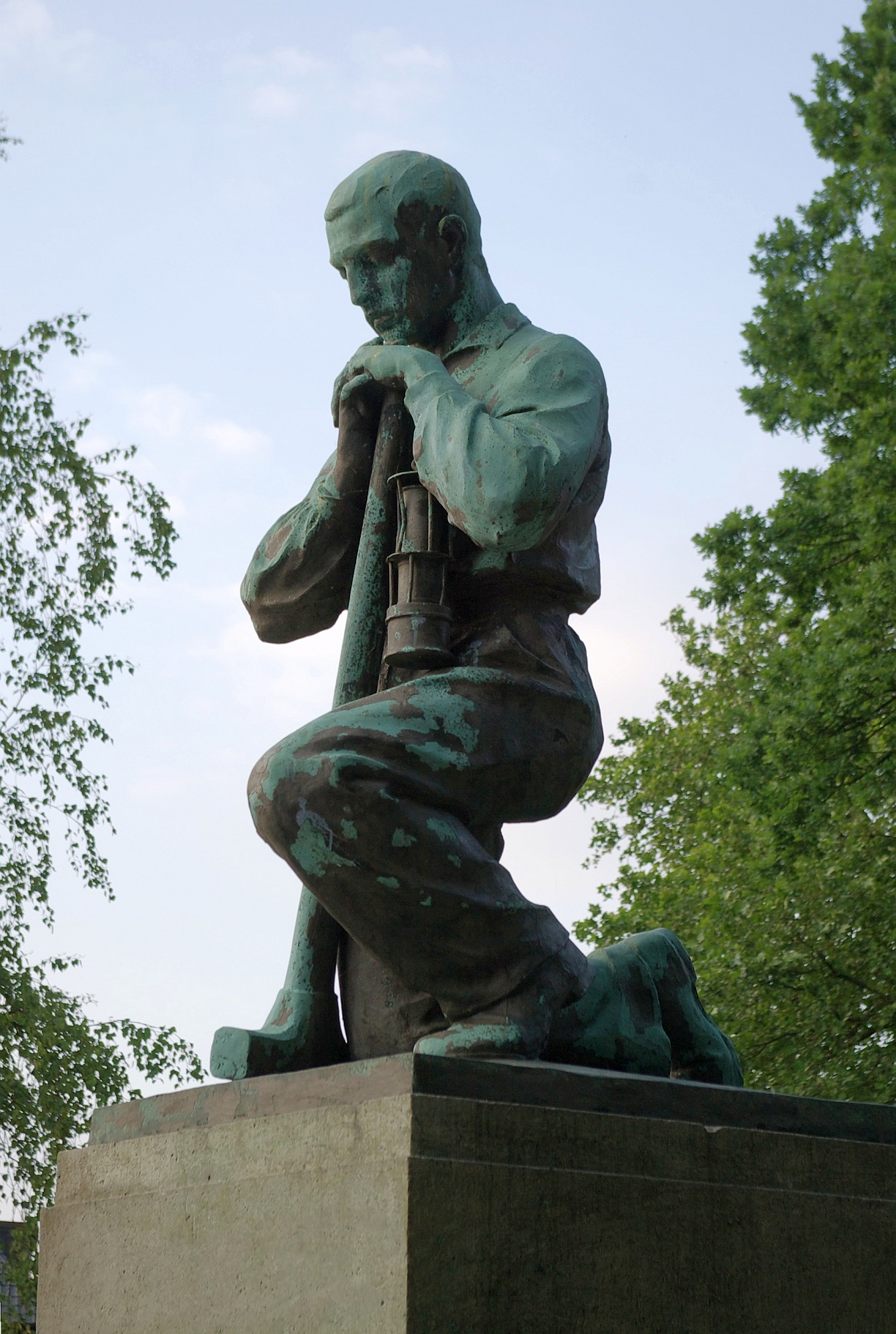
Denkmal auf dem Ehrenfriedhof in Hövel

Am 12. November 1908 ereignete sich ein Grubenunglück auf der Zeche, das bis dahin schwerste des deutschen Steinkohlebergbaus. Das Unglück löste europaweite Anteilnahme aus. So brachte die „L‘ Illustrazione Italiana“ in ihre Novemberausgabe einen Bericht, den der Künstler Umberto Boccioni mit einer Zeichnung illustrierte, auf der die Angehörigen sich um die geborgenen Leichen drängen.
Entweder durch eine defekte Wetterlampe oder eine durchgeführte Sprengung in einem Flöz wurde auf der dritten Sohle eine schwere Schlagwetterexplosion ausgelöst. Diese kostete 350 Menschen ihr Leben. 348 starben direkt am Unglückstag, zwei weitere verstarben Wochen später an ihren schweren Verletzungen. Dies entsprach nahezu der gesamten Nachtschicht. An das Unglück und die Toten erinnert die Gedenkstätte Zeche Radbod auf dem Ehrenfriedhof für die Opfer im Hammer Stadtteil Hövel.
Die nach der Explosion wütenden Grubenbrände zwangen die Zechenleitung, die Grube bis 200 m über der ersten Sohle zu fluten. Mit dem Sümpfen der Zeche begann man am 17. Dezember 1908, die Arbeiten dauerten bis zum 25. Februar 1909. Dann unternahm man eine erste Befahrung, um die Schäden zu sichten. Bereits im Oktober wurde mit 701 Bergleuten die Förderung wieder aufgenommen, dennoch zogen sich die Aufwältigungsarbeiten bis ins Jahr 1910 hin.

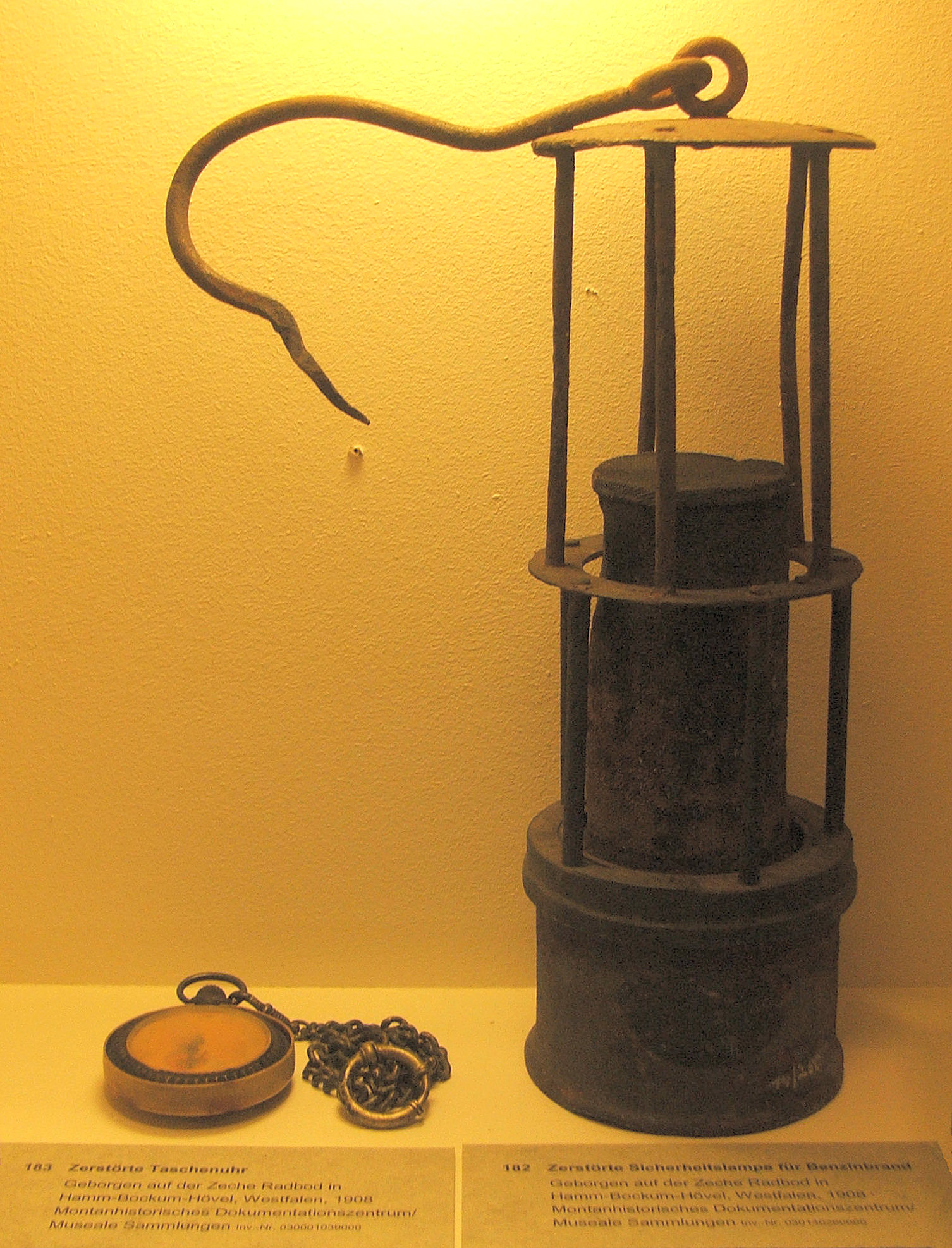
Fundstücke nach dem Unglück: Zerstörte Uhr, zerstörte Grubenlampe

Das Unglück löste eine politische Diskussion über Arbeiterschutzmaßnahmen und Aufsichtspflichten aus, insbesondere wurde ein Arbeitsschutzgesetz gefordert. Als Folge dieses Unglücks wurde im Deutschen Reich angeordnet, dass in Schlagwettergruben die Benzinsicherheitslampen als Arbeitsgeleucht abgeschafft und durch neuartige elektrische Sicherheitslampen ersetzt werden. Diese wurden zuerst auf der Zeche Radbod eingeführt. Nach der Umstellung durften nur noch Steiger, Wettermänner und Schießhauer Wetterlampen benutzen.

## Ausbau 1910–1945

### Weitere Abteufungen
Ebenfalls ab 1910 begannen die Arbeiten für Schacht III, der auf 782 m abgeteuft wurde. Ab 1911 wurde Schacht IV als Wetterschacht abgeteuft. Am 15. Oktober 1912 wurde eine Kokerei in Betrieb genommen und ergänzte fortan die bereits vorhandenen Tagesanlagen. 1913 wurden auch Anlagen zur Gewinnung von Nebenprodukten wie Teer eingerichtet. Seit 1914 ist das Gelände von einer Mauer umfriedet. In diesem Jahr wurden von 137 Pferden 128 aus der Grube entfernt und durch Druckluftlokomotiven ersetzt.
1916 wurde ein Vertrag mit der Stadt Münster in Westfalen über Ferngaslieferung geschlossen. Am 12. November 1916 ereignete sich eine weitere Schlagwetterexplosion. Diesmal gab es sechs Todesopfer.
1917 konnte Schacht IV fertiggestellt werden. Kriegsbedingt wurden erstmals 122 Frauen auf der Zeche beschäftigt. Die Leuchtgaslieferung für Münster begann.

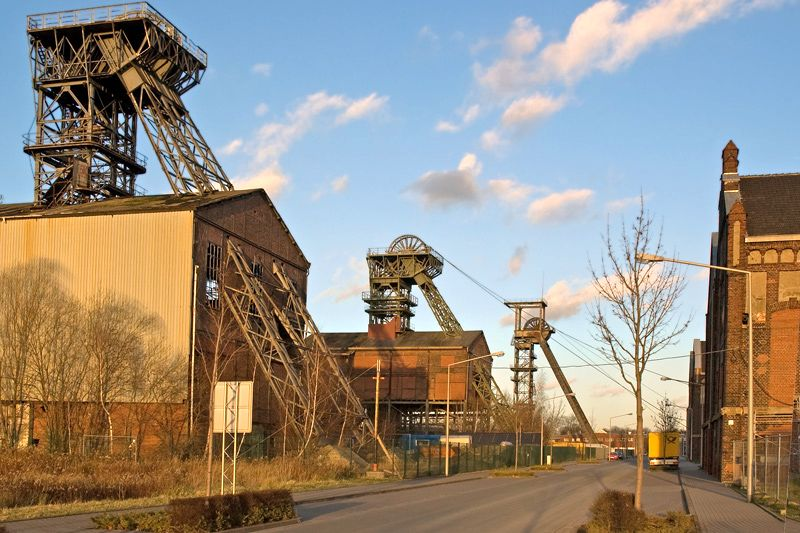
Fördergerüste Radbod, 2007

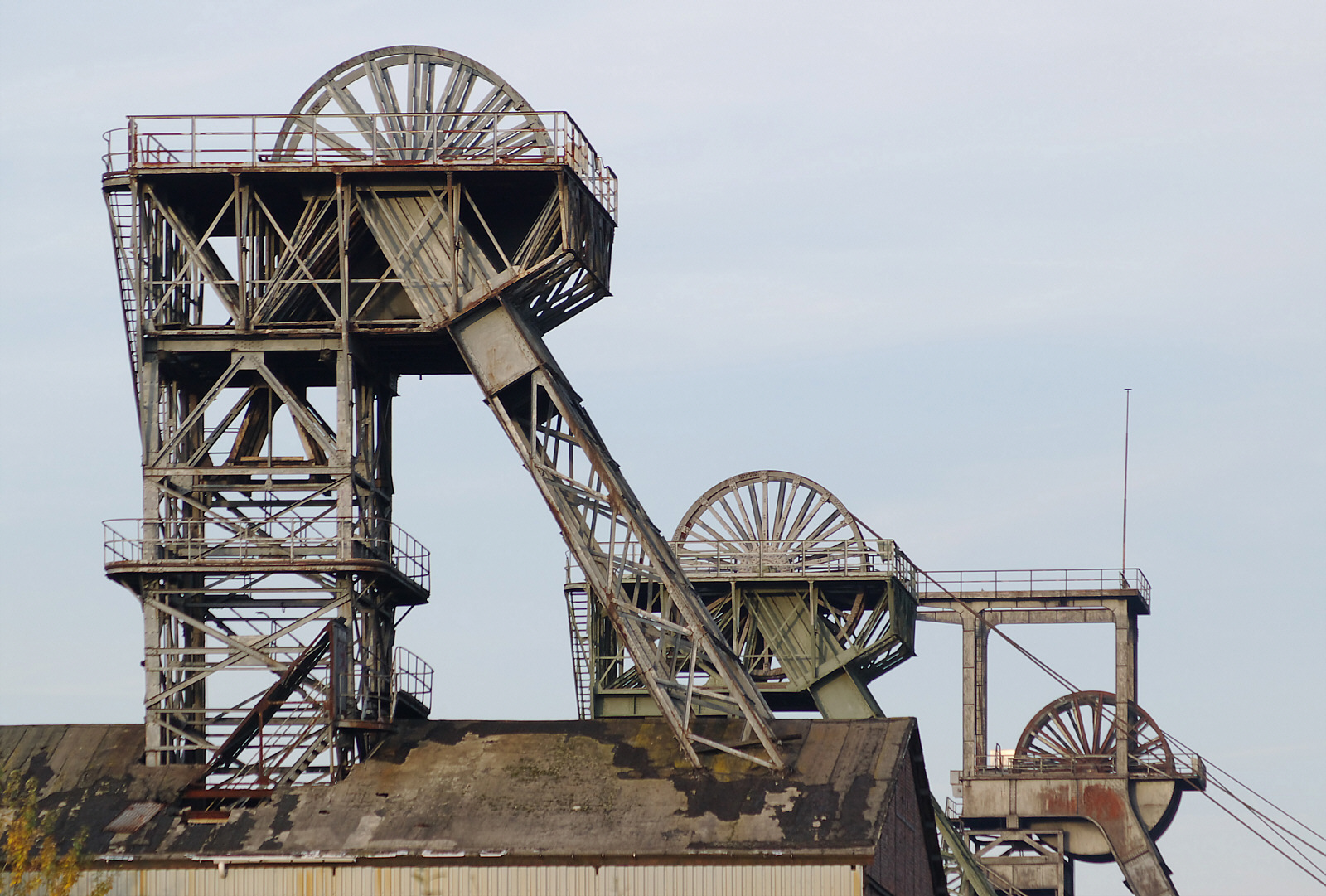
Blick auf die Seilscheiben

Die Bergwerksgesellschaft Trier III nahm 1919 aufgrund ihrer schlechten finanziellen Situation ein Angebot des Köln-Neuessener-Bergwerksvereins zur Fusion an und wurde diesem zum 1. Januar 1920 angegliedert.
Ab 1923 begann das Abteufen von Schacht V (nach dem damaligen Aufsichtsrat Fritz Winkhaus Winkhausschacht genannt). Er war der zentrale Wetterschacht. Ein Brand in der 4. Sohle des Schachtes I am 23. Februar 1923 zwang zur Flutung dieser Sohle, sie musste schließlich ganz aufgegeben werden. Dadurch sank die Fördermenge von 930.278 t (1925/26) auf 564.530 t (1926/27). Eine neue 4. Sohle wurde erst 1929 auf 942 m angelegt, 26 m über der alten. Jedoch wurde auf 1.090 m eine fünfte Sohle erschlossen.
1930 ging der Köln-Neuessener-Bergwerksverein in der neugegründeten Hoesch-Köln-Neuessen AG auf. Zu Radbod gehörte dabei ein Grubenfeld von 10.966.545 m2.

### Entwicklung ab 1933
Nach 1933 belebte sich das Geschäft durch Aufrüstung im Vorfeld des Zweiten Weltkrieges, und deshalb wurde 1936 der Winkhausschacht mit einem Fördergerüst und einer Schachthalle ausgestattet. Im Jahr 1937 wurden erstmals mehr als 1 Mio. Tonnen (genau 1.046.671 t) Kohle gefördert und 240.397 Tonnen Koks produziert. Zu Beginn des Krieges forderte eine erneute Schlagwetterexplosion 9 Tote und die Förderung sank durch Kriegsschäden in der Folgezeit beträchtlich. Sie musste nach einem schweren Angriff am 10. März 1945 schließlich am 30. März eingestellt werden.

#### Einsatz von Zwangsarbeitern und Kriegsgefangenen
Zwischen 1941 und 1945 wurde der Betrieb weitgehend mit Hilfe von Zwangsarbeitern aufrechterhalten. Schon im Februar 1940 gab an der Zeche ein Lager für zivile polnische Zwangsarbeiter. Für sie und zunächst 500 Zwangsarbeiter aus der Ukraine wurde 1941 das Gemeinschaftslager der Zeche Radbod errichtet. Mitte 1942 waren Zwangsarbeiter aus der von Deutschland besetzten Sowjetunion – außer den baltischen Staaten – unter Tage eingesetzt. Im August 1942 wurden die ersten sowjetischen Kriegsgefangenen in einem durch Stacheldraht eingezäunten Barackenlager untergebracht. 1944 betrug ihre Zahl weit über 1000. Hinter Stacheldraht gefangen waren seit 1944 auch zirka 150 italienische Militärinternierte (IMI) – Kriegsgefangene, die den Krieg auf Seiten der Faschisten nicht weiterführen wollten.
Im September 1944 ließ die Gestapo ein Arbeitserziehungslager (AEL) als KZ vor Ort für mindestens 131 Zwangsarbeiterinnen einrichten, die zum Teil auch unter Tage arbeiten mussten. 16 von ihnen sind verschollen.
In 1944 waren 1500 Zwangsarbeiter auf der Zeche Radbod – wie andere in weiteren neun Industriebetrieben im Ruhrgebiet – für mehrere Monate in die Krautaktion oder Butterbrotaktion genannten Ernährungsversuche einbezogen, in denen durch erhöhte Nahrungsrationen ihre Produktivitätsverbesserung untersucht wurde.

#### Kriegsende
Am 1. April marschierten die Amerikaner in Bockum-Hövel ein. Am 3. April konnte der Betrieb auf der Zeche Radbod wieder aufgenommen werden. Die Zeche wurde der Rhine Coal Control unterstellt. 1945 betrug die Jahresförderung nur 396.506 t.

## Nachkriegszeit und Bundesrepublik Deutschland
Die britische Militärregierung übertrug am 21. November 1945 die Zechen der North German Coal Control, die später nach Vereinigung der Westzonen durch die Combined Coal Control Group abgelöst wurde.
Ab 1949 wurde der Winkhausschacht zum Hauptförderschacht ausgebaut, um die Schächte I und II abzulösen. 1951 wurde die Förderung der 5. Sohle von Schacht II zu diesem auf 5000 Tagestonnen ausgelegten tieferen Schacht verlegt. 1955 ging die Förderung des Schachtes I auf den Schacht V über. Ab Juli 1956 erfolgte die gesamte Förderung über den Winkhausschacht. 1960 wurde Schacht III aufgegeben und verfüllt.
Durch die Aufteilung des Feldbesitzes der Rheinisch-Westfälischen Bergwerks AG im Jahr 1950 vergrößerte sich der Feldbesitz der Zeche um das Feld Radbod-Fortsetzung und umfasste nun 8 Normalfelder (17.456.603 m²).
Im Februar 1952 wechselte erneut der Eigentümer der Zeche. Am 11. Februar 1952 wurde rückwirkend zum 1. Januar die Altenessener Bergwerks AG gegründet und verließ den Hoesch-Konzern. Schon im November 1956 wurde Radbod an die Hoesch AG Bergbau angegliedert.
Auf Radbod wurde 1967 erstmals im Ruhrgebiet ein Streb mit hydraulischen Ausbaugespannen versehen und zusätzlich wurden erstmals Steuerklappen-Reißhakenhobel für den Abbau verwandt. In der Folgezeit wurde ein Pachtvertrag mit der Zeche Heinrich-Robert (später Verbundbergwerk Ost) geschlossen, um südlich der Markscheide ein Feld mit der Größe 1400 × 250 m erschließen zu können. Durch einen Blindschacht wurde von der 5. Sohle aus eine neue 6. Sohle auf 1235 m erschlossen.
Nach der Einigung der Bergwerkseigner mit Bund und Ländern im Juni 1968 und Gründung der Ruhrkohle AG wurde Radbod am 30. November 1969 in die RAG überführt und in die Betriebsführungsgruppe sieben mit Sitz in Heessen eingebunden. Die von der RAG angestrebten Betriebskonzentrationen führten zum Zusammenschluss mit der Zeche Werne zu einer Werksdirektion im Jahr 1971. Doch noch bevor Radbod und Werne untertägig, durch eine Streckenauffahrung, verbunden werden konnten, ging die Zeche Werne durch Neuorganisation in der Zeche Heinrich-Robert auf. In den darauffolgenden Jahren wurde auch die Zeche Radbod mit Heinrich-Robert durchschlägig, schloss sich aber mit diesem Bergwerk, im Gegensatz zu Werne, nicht in einem größeren Verbund zusammen.
1976 stellte man die Koks-Produktion nach Wegfall des bisherigen Hauptabnehmers, der Deutschen Bundesbahn, ein. Insgesamt 280 Mitarbeiter wechselten deshalb auf andere Anlagen in der Nachbarschaft. Die Kokerei wurde kurz danach abgerissen.

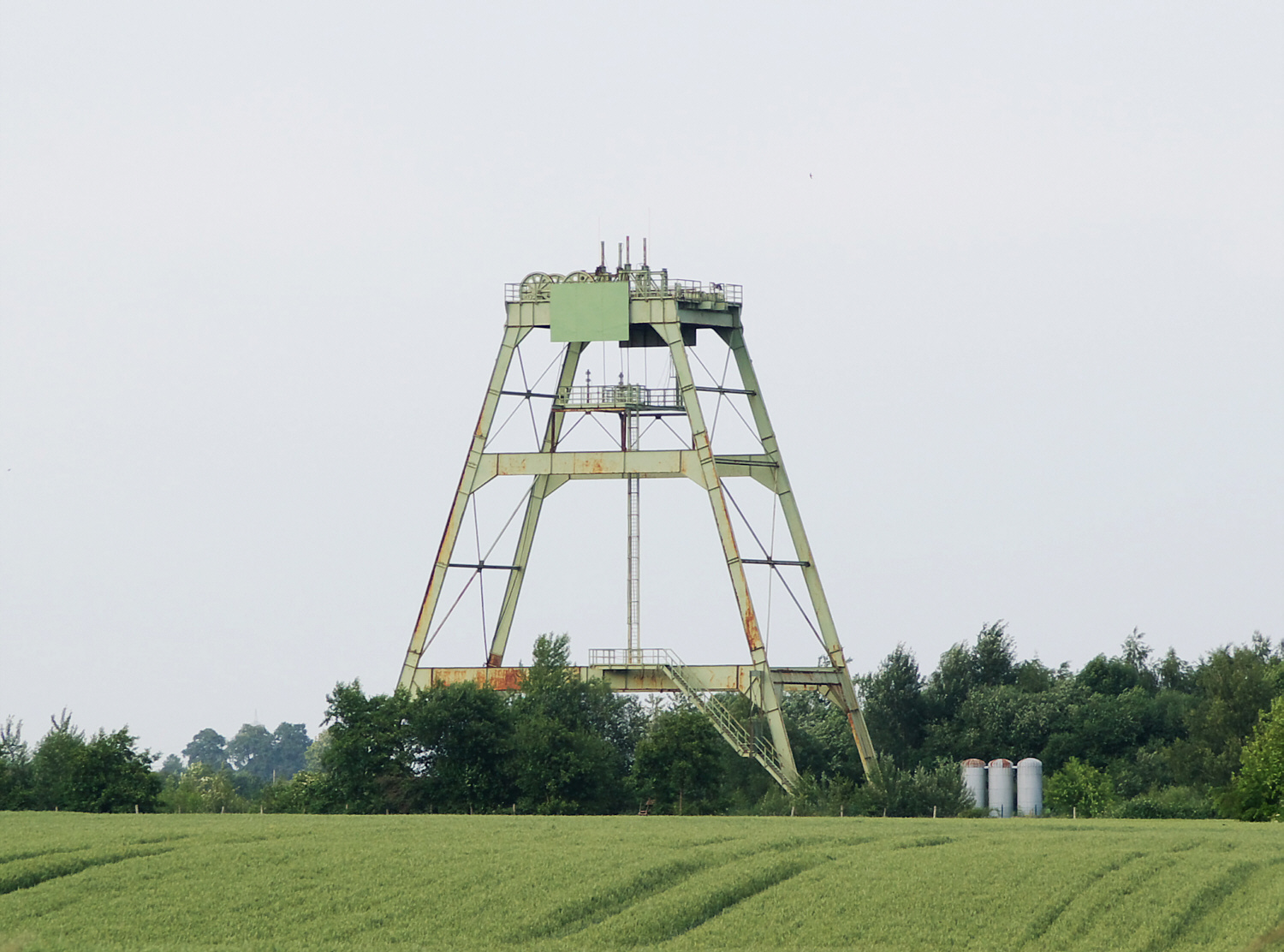
Schachtgerüst im Feld Donar

1981/82 standen die Kohlevorräte der Zeche kurz vor der Erschöpfung. Die Energiekrise führte jedoch zur Planung der Nordwanderung in das Feld Donar. Deshalb wurde im Füllort der 4. Sohle nochmals investiert und die bis dahin größte untertägige Kälteanlage eingebaut. Diese wurde bereits 1985 wieder demontiert und nach über Tage verlegt, um die Bewetterungssituation unter Tage weiter zu verbessern. Nach Abschluss der Genehmigungs- und Planungsverfahren durch die Bezirksregierung Arnsberg und das Bergamt Hamm am 20. Juni 1986 wurden in der Nähe von Herbern, nördlich von Bockum-Hövel, die Schächte VI und VII abgeteuft. Die neuen Schächte sollten die Seilfahrten- und Materialförderungen übernehmen, die Kohleförderung sollte über einen Förderberg auf Radbod ausgebracht werden. 1988 war der Querschlag zwischen den Schächten II und VI bis zum Durchschlag aufgefahren.

## Schließung
1989 erzielte das Bergwerk noch mit rund 1.309.793 Tonnen Kohle seine höchste Jahresförderung. Ab dem 1. Januar 1989 wurden die Zechen Westfalen in Ahlen und Radbod zwar weiterhin als getrennte Werke, jedoch in Personalunion geführt. Bereits am 11. April wurde ein „Hauptbetriebsplan zur Betriebsunterbrechung“ auf Radbod aufgestellt und schließlich am 5. Juni 1989 vom Bergamt genehmigt. Damit war das Ende der Zeche beschlossen. In der zweiten Jahreshälfte 1989 wurde eine Arbeitsgruppe eingerichtet, die die Bereinigung der Tagesanlagen vorbereitete.
Die Zeche wurde mit der Zutagebringung des letzten Wagens Kohle am 31. Januar 1990 stillgelegt. 300 ältere Mitarbeiter wurden in den Vorruhestand geschickt, der Rest der Belegschaft verlegt. Die neuen Schächte VI und VII wurden ihrer Bestimmung nicht mehr zugeführt. Landabsatz und Zechenbahnhof wurden zunächst weiter betrieben. Die Werksdirektion für das stillzulegende Bergwerk ging am 3. Dezember 1990 an die Werksleitung der Zeche Heinrich-Robert über. Die endgültige Schließung erfolgte am 31. Januar 1991. 1992 wurde schließlich auch das Kraftwerk der Steag stillgelegt.

## Grubenunglücke und Todesopfer
Neben den oben erwähnten schweren Grubenunglücken am 11. November 1908, bei dem fast die gesamte Nachtschicht starb, und am 12. November 1916 ereigneten sich auf Radbod zahlreiche weitere Unfälle mit Todesopfern. Nach einer Zählung des Geschichtskreises Zeche Radbod, die sich wesentlich auf zwei Verzeichnisse der Unfälle ab 1918 bis 1989 stützen, starben mindestens 822 Bergleute auf der Schachtanlage. Die beiden Bücher zur Unfallstatistik der Zeche aus der Abteilung für Arbeitsschutz und Sicherheit sind seit dem 4. Oktober 2010 im Stadtarchiv Hamm untergebracht, wo sie künftig auch wissenschaftlich aufgearbeitet werden sollen. Die vorläufige Zählung umfasst nur jene Todesfälle, die auch von der Bergbauberufsgenossenschaft mit Entschädigungen belegt wurden.

## Entwicklung der Beschäftigung
Die Beschäftigtenzahlen entwickelten sich seit Betriebsaufnahme wie folgt:
| Jahr | Bergleute | Jahr | Bergleute |
| ---- | --------- | ---- | --------- |
| 1903 | 162       | 1941 | 2.916     |
| 1908 | 1.805     | 1943 | 3.963     |
| 1909 | 701       | 1947 | 3.491     |
| 1913 | 4.389     | 1950 | 3.851     |
| 1923 | 4.389     | 1954 | 3.837     |
| 1928 | 2.531     | 1960 | 2.574     |
| 1934 | 1.699     | 1974 | 1.463     |
| 1937 | 2.811     | 1989 | ca. 2.000 |

Der Anstieg der Beschäftigtenzahl zwischen 1974 und 1989 ergibt sich aus der Verlegung von Kumpeln aus den vor Radbod geschlossenen Schachtanlagen. Die Beschäftigten wurden im Schließungsjahr 1990 dann auf andere Schachtanlagen im ganzen Ruhrgebiet verteilt oder in den Ruhestand verabschiedet.

## Heute

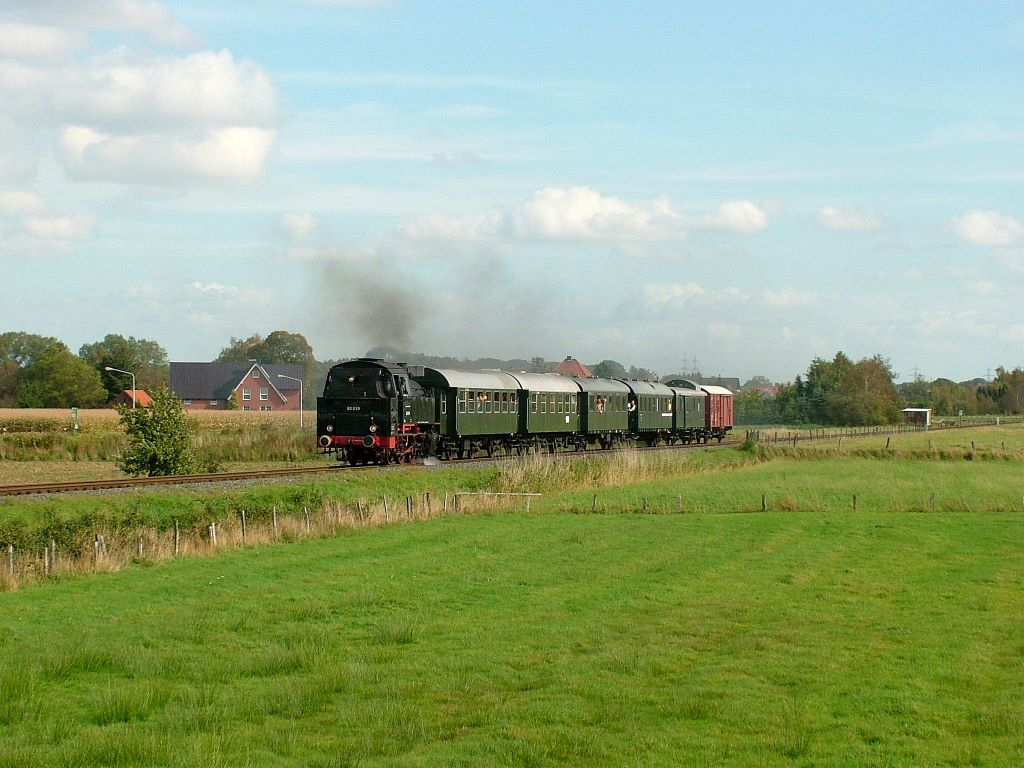
Museumszug der Hammer Eisenbahnfreunde bei Uentrop

Nach Freigabe des Geländes durch den Bergbau und einer Sanierung von Altlasten auf dem Betriebsgelände wurde es einer Umnutzung zugeführt. Von den Anlagen über Tage blieb nur wenig erhalten. Die Fördergerüste (Modell Klönne) und die Fördermaschinenhallen der Schächte I und II stehen heute als Industriedenkmäler unter Denkmalschutz. Sie befinden sich seit 1997 im Eigentum der Stiftung Industriedenkmalpflege und Geschichtskultur und können regelmäßig im Rahmen von Führungen besichtigt werden. Die Stiftung errichtete 2023 in Kooperation mit dem Geschichtskreis Zeche Radbod eine Stele für die Ausländerinnen und Ausländer, die zwischen 1939 und 1945 Zwangsarbeit auf der Zeche verrichten mussten. Dieser Gedenkort ist die 6. Station auf dem „Weg des Erinnerns und Lernens“, der zum 80. Jahrestag des Kriegsendes 1945 eingerichtet wurde und „zu den Stätten von politischen Gefangenen und Ermordeten des NS-Regimes, jüdischer Menschen und Arbeitssklaven in Hamm-Bockum-Hövel“ führt. In einigen Gebäuden des Haupteingangsbereiches befindet sich heute das soziokulturelle Zentrum Kulturrevier Radbod. Der Rest des Geländes wird als Gewerbegebiet Radbod genutzt. Die Schächte 1 und 2 sind bereits vor Jahren verfüllt worden, Schacht 5 wurde noch offengehalten und unter Tage mit dem ebenfalls noch nicht verfüllten Schacht Radbod 6 verbunden. Dort sollte nach Planungen der RAG und deren Tochter DSK etwa 2015 das Bergwerk Donar entstehen. Der Schacht Radbod 5 diente nach 1990 zunächst als ausziehender Schacht zur Bewetterung der Zeche Heinrich-Robert und anschließend des Bergwerks Ost. Seit der Stilllegung dieses Verbundbergwerks im September 2010 wurde der Schacht zusammen mit Schacht 6 nur noch für die Wasserhaltung genutzt. Im Dezember 2012 wurde Schacht 5 verfüllt, Schacht 6 soll im Januar 2013 verfüllt werden. Als weitere Erinnerung an die Zeche Radbod ist eine Dampflok aus dem Baujahr 1906 erhalten geblieben, die von Beginn der 1950er Jahre bis 1974 als „Radbod 3“ (später D 712) im Einsatz war. Sie wird heute durch die Hammer Eisenbahnfreunde betrieben und auf Neben- und Zechengleisen rund um Hamm zu Nostalgiefahrten genutzt.

## Lage einzelner Schächte
- Schacht 1: 51° 41′ 14,9″ N, 7° 45′ 46,5″ O verfüllt
- Schacht 2: 51° 41′ 16,6″ N, 7° 45′ 49,8″ O verfüllt
- Schacht 3: 51° 41′ 29,7″ N, 7° 46′ 37,9″ O verfüllt
- Schacht 4: 51° 41′ 0,7″ N, 7° 44′ 37,8″ O verfüllt
- Schacht 5: 51° 41′ 19,2″ N, 7° 45′ 55″ O verfüllt
- Schacht 6: 51° 43′ 59,1″ N, 7° 44′ 6,5″ O verfüllt[14]
- Schacht 7: 51° 43′ 21,9″ N, 7° 42′ 14,2″ O verfüllt (wurde nur 50 m abgeteuft)